# Le Pin, Deux-Sèvres
Le Pin är en kommun i departementet Deux-Sèvres i regionen Nouvelle-Aquitaine i västra Frankrike. Kommunen ligger i kantonen Cerizay som tillhör arrondissementet Bressuire. År 2022 hade Le Pin 1 069 invånare.

## Befolkningsutveckling
Antalet invånare i kommunen Le Pin
| Referens: INSEE |